# 鼎边糊

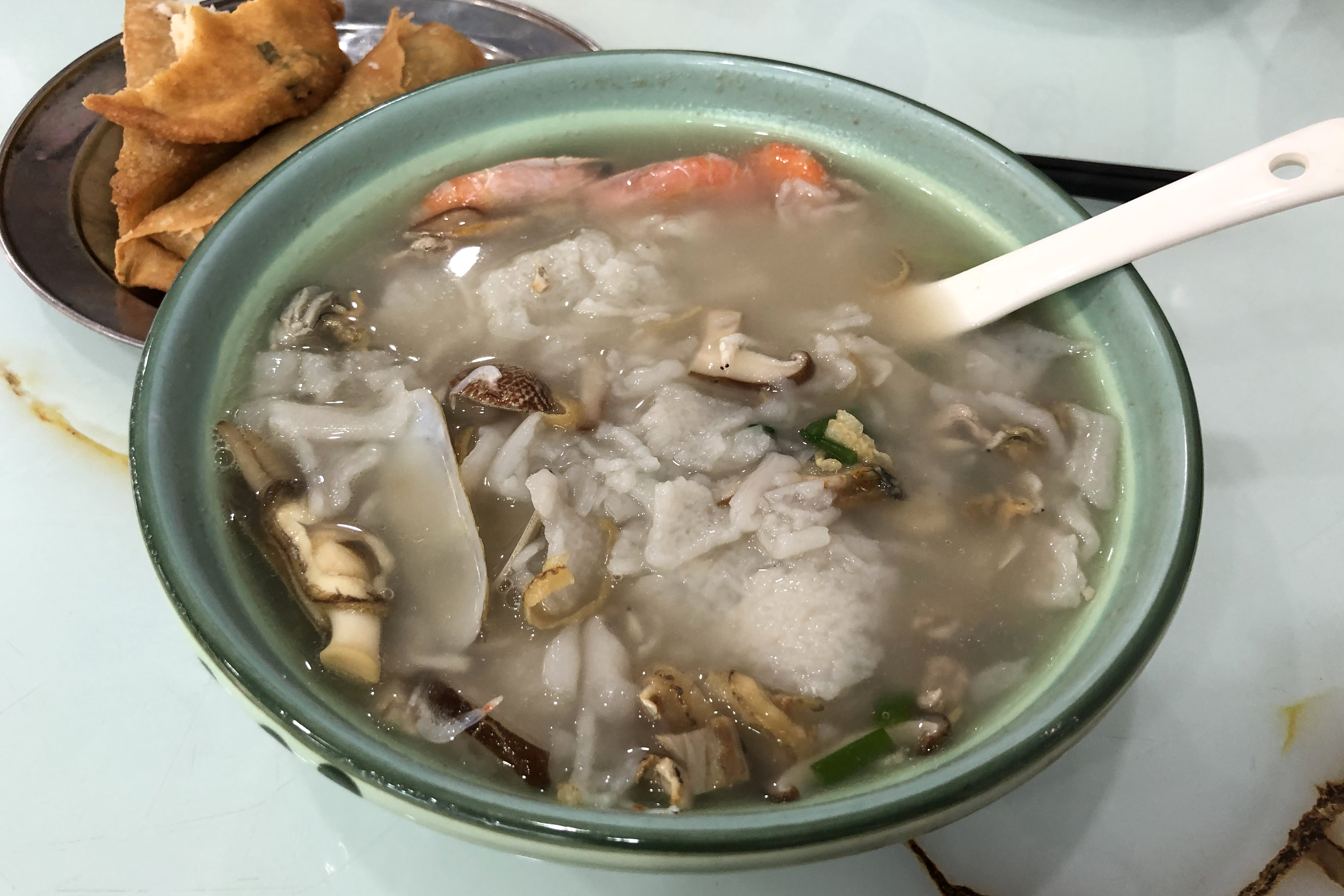
海鲜锅边

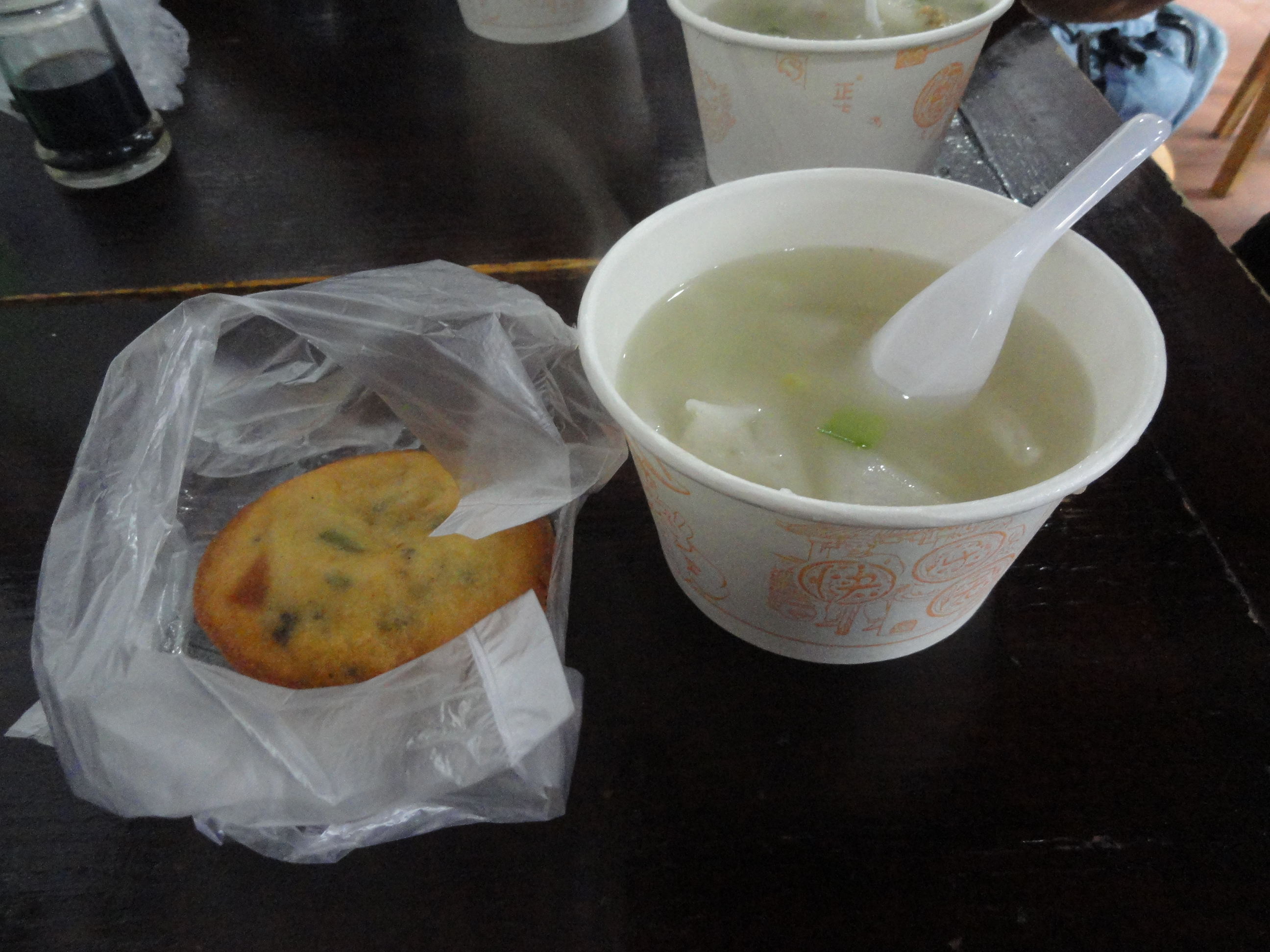
右侧碗中是福州三坊七巷某店的鼎边糊，左侧袋中为沙县油饼

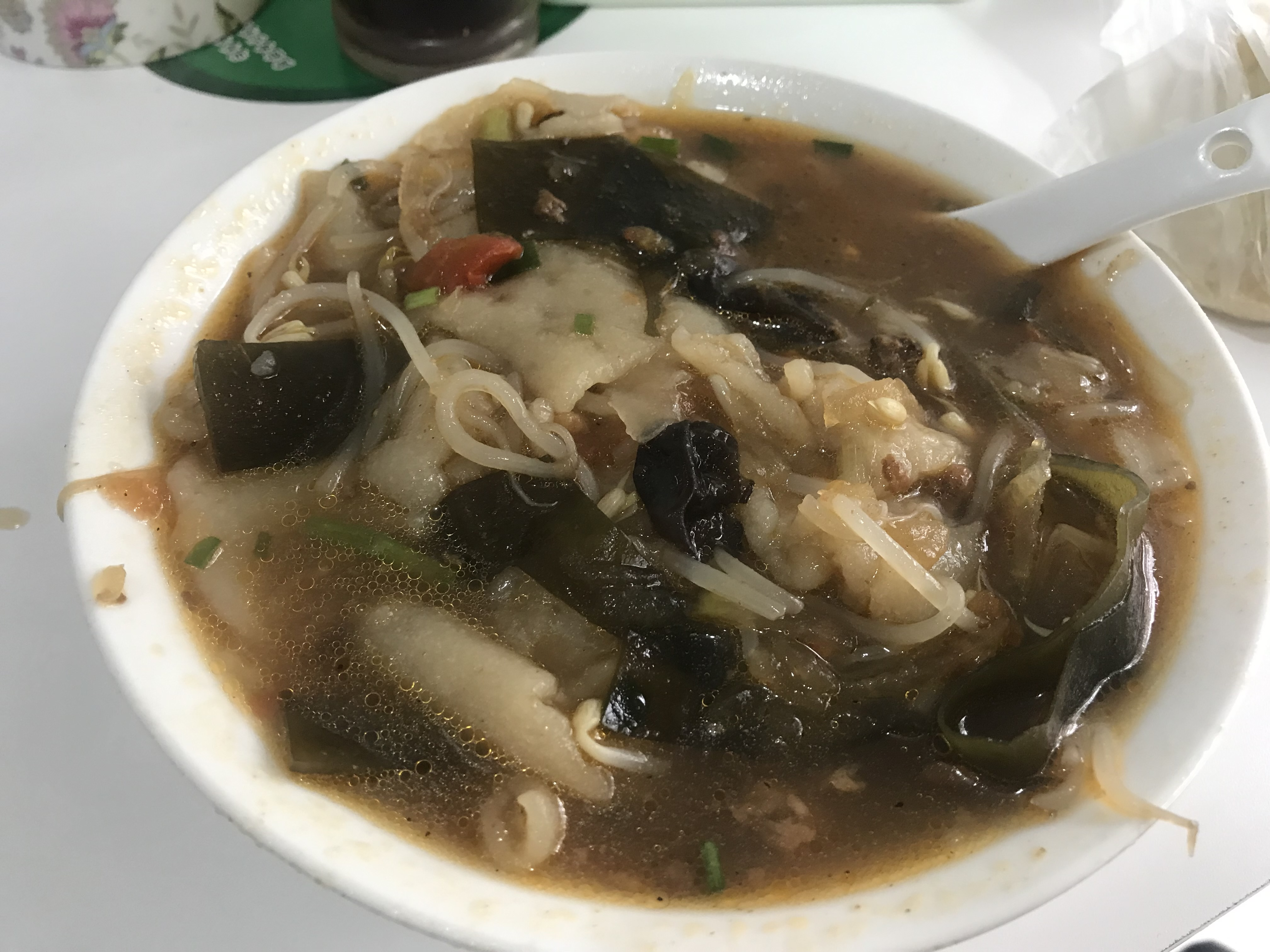
金华的“福建羹”，加入了豆瓣酱、豆芽、海带等食材

鼎边糊（平話字：diāng-biĕng-ùng），也称锅边糊（平話字：diāng-biĕng-gù），簡稱鼎邊（平話字：diāng-biĕng）、鍋邊，是福州著名小吃，凡在福州生长或长期客居福州的人无不爱吃，一直流传到福建省各地乃至外省，至閩南、臺灣則稱「鼎邊趖」，至浙江則稱「福建羹」。其主料为米浆，作法為以圓鍋煮滾水，放入海鲜（如海蛎、魚乾、魚肉、蝦米、蛤蜊）、蔬菜、肉类等材料煮成汤底，再将米浆淋一圈在锅內上半部，待米漿稍被燙乾后用鍋铲刮入锅中隨湯汁烹煮。因為是將糊（米漿）淋在鼎內的邊綠，故名「鼎邊糊」。市场上也有锅边片出售，不过风味相差很大。
明清时期鼎邊糊经由龙游商帮引入浙江的龙游、金华，在当地被称为“龙游糊”、“福建羹”。传入浙中地区的锅边糊因当地不靠海，配菜略有改良：金华的“福建羹”配有豆瓣酱、豆芽、木耳、海带、虾仁、笋干、葱段等；龙游的“糊”则放有榨菜。

## 历史
明朝嘉靖年间，福州沿海城乡常遭倭寇骚扰，戚继光带兵入闽剿倭寇，受到当地民众的拥戴与欢迎，老百姓经常送粮送食犒劳戚家军。有一天，戚家军到了福州南郊，当地乡民摆下八仙桌，主动送来大米、鱼肉、香菇、虾皮等，准备热热闹闹地招待凯旋的战士们。就在此时，又有一股倭寇袭击，戚继光问清情况，马上集合队伍准备歼灭敌寇。老百姓一听着急了，无论如何也要让战士们吃了饭再去打仗。不知是谁灵机一动，将大米磨成浆，肉丝、蚬子、金针、木耳、蛏乾、干貝等一股脑混煮成清汤，淋米浆于锅边，不消一刻钟，一锅又一锅的鼎边糊就出来了。众将士吃饱后奋勇上阵，把倭寇全部擊敗。“做夏”吃鼎边糊，缅怀民族英雄，也有着爱国主义的内涵。
清代郑东廓所著《福州风土诗》写道：“栀子花开燕初雏，余寒立夏尚堪虑，明目碗糕强足笋，旧蛏买煮锅边糊”，由此可以看出，锅边糊这道小吃已有400多年的历史。

## 民俗
过去福州人几乎家家都会做鼎边糊，每到立夏时节，福州居民都要做鼎边糊“做夏”。因为立夏已进入农忙旺季，这一天煮鼎边糊，不仅是一家人吃饱吃好然后下田劳动，还要互赠左邻右舍一起品尝。像涮鼎边糊一样，“一纹（涮）就熟”，藉以联络感情。

## 地方習語
在福州和馬祖稱一個人為「鼎邊糊」，是形容其性格容易和陌生人熱絡感情、容易與人打成一片。